# Озьольське сільське поселення
Озьо́льське сільське поселення (рос. Озёльское сельское поселение) — муніципальне утворення у складі Сиктивдинського району Республіки Комі, Росія. Адміністративний центр — село Озьол.

## Населення
Населення — 250 осіб (2017, 240 у 2010, 262 у 2002, 301 у 1989).

## Склад
До складу поселення входять такі населені пункти:
| Населений пункт  | Населення, осіб (1989) | Населення, осіб (2002) | Населення, осіб (2010) |
| ---------------- | ---------------------- | ---------------------- | ---------------------- |
| Озьол, село      | 233                    | 190                    | 172                    |
| Сьойти, присілок | 68                     | 72                     | 68                     |